# Good Time (Paris Hilton)
Good Time è un brano musicale di Paris Hilton, singolo che anticipa l'uscita del suo secondo album, entrato nelle stazioni radiofoniche l'8 ottobre 2013. Paris Hilton aveva comunque pubblicato vari demo e singoli, disponibili in rete, nel corso dei sei anni di attesa dal suo album completo di allora. Il brano Good Time si piazza tra le prime 20 posizioni della US Billboard per la musica da club e affini, ottenendo però meno consensi in Europa.

## Video Musicale
Il video, diffuso nell'autunno 2013, la ritrae ad una festa in piscina.

## Classifica
| Paese                              | Posizione |
| ---------------------------------- | --------- |
| Stati Uniti (Hot Dance/Electronic) | 18        |